# ГЕС Верхня Котмале
ГЕС Верхня Котмале — гідроелектростанція у Шрі-Ланці. Знаходячись перед ГЕС Котмале, становить верхній ступінь каскаду у сточищі найбільшої річки країни Махавелі (впадає до Бенгальської затоки на східному узбережжі острова біля Тринкомалі). Третя за потужністю гідроелектростанція країни.
У межах проекту Котмале-Оя (права притока Махавелі) перекрили бетонною гравітаційною греблею висотою 36 метрів, довжиною 180 метрів та товщиною 7 метрів. Вона утримує водосховище з площею поверхні 0,25 км2 та об'ємом 2,5 млн м3 (корисний об'єм 0,8 млн м3), в якому припустиме коливання рівня в операційному режимі між позначками 1190 та 1194 метри НРМ. Зі сховища через правобережний масив прокладено дериваційний тунель довжиною 12,9 км з діаметром 4,5 метра. По завершенні він переходить у напірний водовід довжиною 0,75 км з початковим діаметром 4,5 метра, який розгалужується на два короткі (по 48 метрів) водоводи з діаметром 1,45 метра. Крім того в системі працює запобіжний балансувальний резервуар висотою 98 метрів з діаметром 12 метрів.
Можливо відзначити, що первісно планувалось спорудження ще двох водозбірних тунелів — західного довжиною 3,7 км для подачі у сховище води із Девон-Оя та Куду-Оя (ліві притоки Котмале-Оя) та східного довжиною 5,2 км, котрий би приєднувався до головного дериваційного тунелю і транспортував ресурс з Пуна-Оя (впадає праворуч до Котмале-Оя) та її правої притоки Рамбола-Оя. В усіх випадках йшла мова про відбір ресурсу перед існуючими на цих ріках водоспадами, що призвело б до їх пересихання/істотного послаблення, крім того, зменшення потоку викликало занепокоєння у місцевих селян. Все це призвело до відмови від водозбірних тунелів.
Споруджений у підземному виконанні машинний зал має розміри 66х19 метрів та висоту 37 метрів. Тут розмістили дві турбіни типу Френсіс потужністю по 77 МВт, які при чистому напорі у 473 метри забезпечують виробництво 528 млн кВт-год електроенергії на рік.
Відпрацьована вода повертається в річку по відвідному тунелю довжиною 0,5 км з діаметром 4,5 метра.
Видача продукції відбувається по ЛЕП, розрахованій на роботу під напругою 220 кВ.